# Manuel Estella
Manuel Estella Hoyos (Salamanca, 1939) es un político español del Partido Popular, presidente de las Cortes de Castilla y León desde 1991 al 2003 y procurador por Salamanca desde 1983 hasta 2003. Actualmente se desempeña como asesor jurídico y consejero general de CEISS.

## Biografía
Tras licenciarse en Derecho por la Universidad de Salamanca, ejerció como abogado del Estado desde 1970, desarrollando su carrera en Lugo, Oviedo, Zamora y Salamanca. Ha ocupado diversos cargos administrativos en la Junta de Castilla y León, como Vicepresidente de las Cortes provisionales constituidas en la época preautonómica, Presidente de la Comisión de Economía y Hacienda (1983-1987) y Vicepresidente Primero de las Cortes (1987-1991). En 1991 es nombrado Presidente de las Cortes de Castilla y León. En mayo de 2003 es designado consejero electivo por la Juanta de Castilla y León, y miembro del Consejo General de Castilla y León.
Ha ejercido como asesor jurídico y consejero general, primero de Caja Duero y, porsteriormente, de su sucesor bancario CEISS, desde noviembre del año 2000 hasta el presente, donde es miembro de su Comisión de Control.